# Figatelli
Il figatellu (in italiano: figatello; plurale figatelli, in francese chiamato anche figatelle) è una specialità della salumeria corsa.

## Caratteristiche
Si tratta di una salsiccia fresca fatta di frattaglie, grasso e fegato di maiale condita con molti spicchi d'aglio, a volte vino rosso e con miscele di spezie la cui composizione varia molto a seconda del produttore.

## Utilizzo
Può essere degustata grigliata alla brace, in una salsa con lenticchie o cruda, quando diventa secca con la stagionatura. È tradizionalmente accompagnata dalla polenta e dal brocciu in alcune zone.
Secondo uno studio di due ricercatori di Marsiglia, apparso sul giornale francese La Provence nel 2009, alcuni casi di epatite E potrebbero essere legati al consumo di figatelli.